# Phytocoris argus
Phytocoris argus är en insektsart som beskrevs av Stonedahl 1988. Phytocoris argus ingår i släktet Phytocoris och familjen ängsskinnbaggar. Inga underarter finns listade i Catalogue of Life.